# I’m So Tired
«I'm So Tired» (с англ. — «Я так устал») — песня английской рок-группы The Beatles с одноимённого названию группы альбома (также известного как «Белый Альбом»). Написана и исполнена Джоном Ленноном. Авторство песни приписано дуэту Леннон — Маккартни.

## Композиция
В 1968 году «Битлз» отправились в ашрам Махариши Махеш Йоги в Ришикеше (Индия). Леннон написал песню в медитационном лагере, когда ему не спалось. После трёх недель постоянных размышлений и лекций Леннон начал скучать по своей будущей жене, Йоко Оно, и страдал бессонницей, которая вдохновила его на написание этой песни. Леннон позже говорил о ней: «Одна из моих любимых песен. Мне нравится её звучание, и я хорошо её пою».

## Кавер-версии
- Эллиот Смит перепел песню во время нескольких живых выступлений.
- Алекс Чилтон сделал запись песни в 1975.
- Say Hi, перепел песню на их альбоме 2004 года Числа & Бормотания.
- Orquesta Mondragón перепел песню на их альбоме 2010 года эль Макиниста де ла Женераль.
- Silverchair перепел песню в Young Modern Tour.

## Запись
Ранний пример песни был записан в доме Джорджа Харрисона в мае 1968. Эта версия была в основном идентична выпущенной версии. Песня была записана 4 октября 1968.

## Состав музыкантов
- Джон Леннон — акустическая гитара, ведущий вокал
- Пол Маккартни — бэк-вокал, бас-гитара
- Джордж Харрисон — электрическая гитара
- Ринго Старр — барабаны